# Jakob Eriksson
Jakob Eriksson (ur. 30 września 1848 w Hyllie, zm. 26 kwietnia 1931 w Sztokholmie) – szwedzki mykolog i fitopatolog. Jako pierwszy opisał morfologicznie podobne gatunki rdzy (Puccinia).

## Życiorys
Eriksson urodził się w Hyllie, niedaleko Malmö w Szwecji. Jego ojciec był rolnikiem. W szkole średniej Eriksson zainteresował się botaniką. Studiował na  Uniwersytecie w Lund, tam też w 1874 r. uzyskał doktorat. Natychmiast po doktoracie został mianowany wykładowcą botaniki na uniwersytecie. Przez następne 22 lata uczył na uniwersytecie w Lund, Uniwersytecie w Uppsali i w nowej szkole podstawowej w Sztokholmie. W 1876 roku przyjął stanowisko botanika w Akademii Rolniczej. W 1885 r. został powołany na stanowisko profesora i dyrektora nowo utworzonego działu fizjologii roślin. Z czasem dział ten powiększał się, został zreorganizowany i rozszerzony. Eriksson był dyrektorem ośrodka w latach 1907–1913 przed przejściem na emeryturę.
Podróżował do różnych krajów Europy. Brał udział w kilku międzynarodowych konferencjach jako przedstawiciel szwedzkiego rządu. Założył laboratorium fizjologii roślin w Erescati koło Sztokholmu. 

## Praca naukowa
Za pracę doktorską pt. „Studia nad bulwami roślin motylkowatych” otrzymał nagrodę Zetterstedtska. W pracy tej udowodnił, że bulwy wywoływane są przez mikroorganizmy i obalił tezę Marcelo Malpighiego, który bulwy uważał za galasy. Jednak uwaga Erikssona, że bulwy mogą być patogenne również była błędna. Dzisiaj wiemy, że mikroorganizmy wywołujące bulwy żyją w symbiozie z roślinami motylkowymi.
Głównym obiektem zainteresowaniem Erikssona były choroby roślin, szczególnie grzybowe choroby roślin. Najważniejszym odkryciem w jego pracy badawczej było opisanie specjalnych form w obrębie morfologicznie podobnych gatunków rdzy. Doszedł do wniosku, że rdzowate (Pucciniaceae) są wyspecjalizowane i są biologicznie różne, chociaż wykazują podobieństwo w morfologii. Przeprowadzone przez Erikssona badania nad grzybowymi patogenami roślin na poziomie komórkowym zapewniły lepsze zrozumienie procesu infekcji, a także przyczyniły się do opracowania programów ochrony roślin przed tymi patogenami. Oprócz pracy nad rdzą, Eriksson badał również wiele innych patogenów, w tym zgniliznę koniczyny, grzybowe choroby ziemniaka, pleśń, choroby marchwi, kwiatów i gałęzi u drzew owocowych, mączniaka szpinaku i mączniaka agrestu. Eriksson jest uważany za pierwszego autora podręcznika o chorobach  grzybowych. 
Jego dorobek to ponad 400 publikacji. Wśród nich jest kilka książek i monografii.